# Lean (droga)

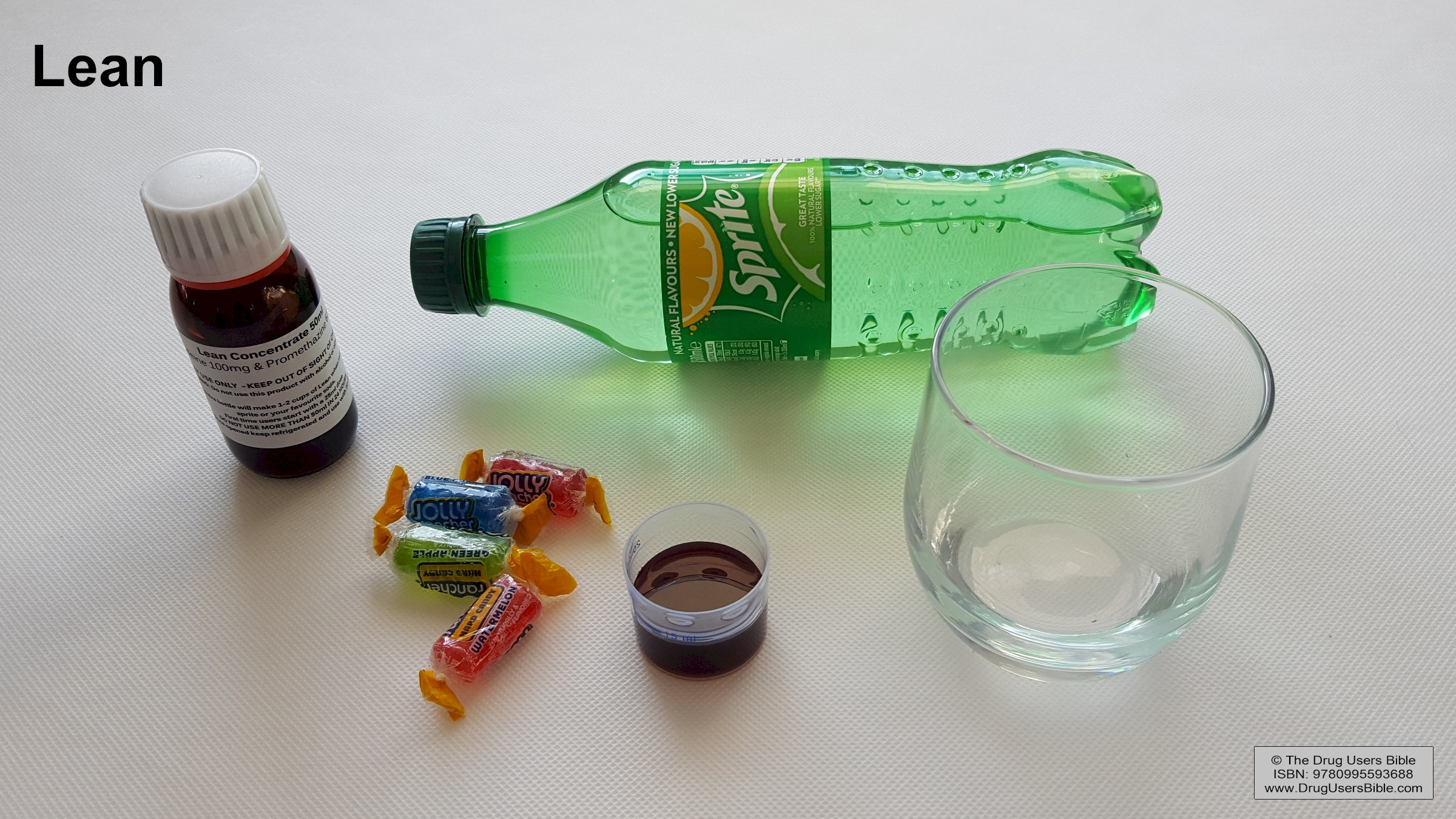
Ingredientes para crear lean, incluidos el jarabe para la tos con codeína y prometazina, los caramelos Jolly Rancher y Sprite. Tenga en cuenta la etiqueta del jarabe embotellado, impresa con instrucciones sobre cómo preparar lean.

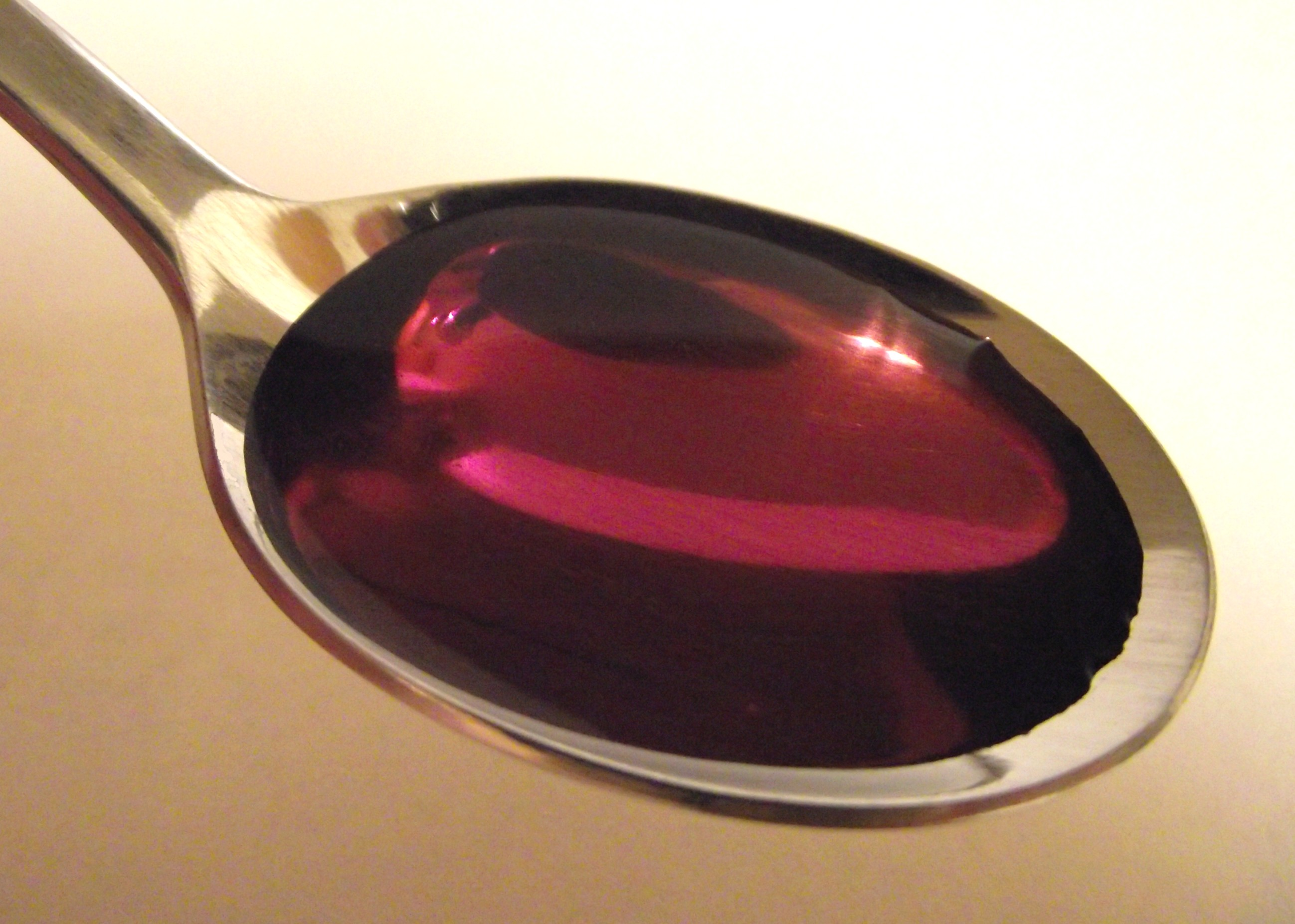
Una cucharada de jarabe de prometazina/codeína que muestra el característico color púrpura

El lean, (pronuciado "lin"), conocida como purple drank  [sic], es una bebida de drogas recreativas, la cual es preparada mezclando jarabe para la tos o resfriado con receta médica que contiene codeína y prometazina con refresco y dulces , en especial gomitas pero puede ser cualquier otro dulce. La bebida se originó en Houston y es popular entre la cultura hip-hop del sur de los Estados Unidos. Es una bebida peligrosa. Esta bebida es una droga, ya que contiene codeína (opiáceo) a tal grado que provocan cierta adicción, y puede producir sobredosis.

## Efectos
Los efectos van desde la sensación de relajación hasta la euforia. La codeína es un narcótico preparado a partir de la goma obtenida de la Papaver (opio) que en grandes dosis produce sensación de euforia, mientras que la prometazina es un antihistamínico que actúa como sedante.
El jarabe es relativamente inocuo, esto es, cuando se usa en cantidades adecuadas, pero la cantidad de codeína que algunas personas ingieren con el purple drank es enorme de modo que los efectos son similares a los del alprazolam. Cuando se consume en grandes cantidades provoca delírium, alucinaciones, dilatación en las pupilas, pérdida de apetito, dolores estomacales, un fuerte mareo y, en algunos casos puede provocar desmayos.

## Consecuencias
Depresivo del sistema nervioso central, así como del sistema respiratorio, puede provocar complicaciones respiratorias llegando a la parada pulmonar, así como favorecer crisis epilépticas en personas susceptibles a las mismas.
La mezcla con alcohol potencia los efectos adversos en el sistema nervioso central y el respiratorio, facilitando la parada cardíaca o pulmonar. Al contener opiáceos, produce síndrome de abstinencia cuando se interrumpe su uso.

## Historia
El sizzurp se originó en Houston, en la década de 1960, cuando los músicos de blues bebían Robitussin mezclado con cerveza. En los años 1980 y 1990 la fórmula cambió por el uso de jarabe para la tos y Jolly Ranchers, ganó popularidad en la escena del rap underground. Este cóctel se volvió popular en la década de 1990, gracias a los cantantes de hip hop que lo presumían como algo agradable. En Internet se pueden encontrar páginas web, vídeos y foros que promueven la receta para preparar sizzurp.

### Popularidad
El productor de Houston DJ Screw popularizó la bebida, que es ampliamente atribuido como una fuente de inspiración para el estilo de la música de hip hop. La prometazina y la codeína ganaron popularidad en el terreno del rap de Houston, donde el músico Big Hawk comentó que era consumido ya en los años 60 y los 70, llegando a ser utilizado en los años 90. Debido al uso de esta bebida por parte de los raperos, se hizo más popular en los años 90. Su uso se extendió posteriormente más allá de Houston.
En 2004, la Universidad de Texas encontró que el 8,3 % de los estudiantes de secundaria habían tomado la bebida para obtener un alto estado de relajación. Drug Enforcement Administration informa desde Houston que la bebida es más consumida en el sur de los Estados Unidos, particularmente en Texas y Florida.

### Incidentes y muertes
Se confirma que ha causado la muerte de varios raperos destacados. Esta bebida es potencialmente grave o fatal para quién la consume, pero sobre todo el peligro radica con más potencia cuando el consumidor sufre de depresión. En muy altas dosis puede tener consecuencias fatales como paro respiratorio o cardíaco.
Pimp C, un rapero de Texas y miembro del dúo UGK, fue encontrado muerto el 4 de diciembre de 2007, en uno de los hoteles de Hollywood, California. La oficina de forense informó que la muerte del rapero fue «debido a efectos de la codeína y otros factores». Ed Winter, jefe asistente de la Oficina del Coronel, comentó que los niveles de la medicación eran muy elevados, pero no lo suficiente como para considerar la muerte por sobredosis. Sin embargo, el rapero consumía a diario la bebida. Un asistente de la oficina del forense comentó a los medios que consumió suficiente codeína como para provocar la muerte.
El famoso cantante y rapero Mac Miller empezó a consumir prometazina y posteriormente lean en su Macadelic Tour en 2012 para controlar el estrés que conllevaba la gira. Comentó textualmente a Complex lo mucho que le gustaba la droga, pero por problemas de salud dejó de tomarla en noviembre del mismo año, ya que sus amigos le recomendarlo dejarlo por los efectos que causaba en él. Posteriormente siguió ingiriendo otros tipos de drogas diariamente que causaron su muerte en 2018.

## Productos comerciales
Varios productos comerciales legales basados en la bebida se comercializan en los Estados Unidos. En junio de 2008, una compañía con sede en Houston, Texas, lanzó una bebida llamada «Drank». El producto comercial no contiene codeína o prometazina, pero afirma que tiene combinación de ingredientes a base de hierbas así como de la hormona melatonina. Bebidas semejantes «de relajación» o «antienergía» en el mercado comercial usan los nombres «Purple Stuff», «Sippin Syrup» y «Lean».